# Bangladesh nos Jogos Olímpicos de Verão de 2024
Bangladesh participou dos Jogos Olímpicos de Verão de 2024, realizados em Paris, na França. Foi a 11.ª aparição consecutiva do país nos Jogos Olímpicos desde a estreia em Los Angeles 1984.
Foi representado por cinco atletas que competiram em quatro esportes, mas nenhum conquistou medalhas.

## Competidores
Esta foi a participação por modalidade nesta edição:
| Esporte       | Masculino | Feminino | Total |
| ------------- | --------- | -------- | ----- |
| Atletismo     | 1         | 0        | 1     |
| Natação       | 1         | 1        | 2     |
| Tiro          | 1         | 0        | 1     |
| Tiro com arco | 1         | 0        | 1     |
| Total         | 4         | 1        | 5     |

## Desempenho

### Atletismo
- Q = Qualificado para a próxima fase
- q = Qualificado para a próxima fase como o perdedor mais rápido ou, em eventos de campo, pela posição sem atingir o alvo para qualificação
- N/A = Fase não aplicável para o evento
- Bye = Atleta não precisou disputar aquela fase

Masculino
Eventos de pista
| Atleta         | Evento | Preliminar | Preliminar | Baterias    | Baterias    | Semifinal   | Semifinal   | Final       | Final       | Ref.  |
| Atleta         | Evento | Tempo      | Pos.       | Tempo       | Pos.        | Tempo       | Pos.        | Tempo       | Pos.        | Ref.  |
| -------------- | ------ | ---------- | ---------- | ----------- | ----------- | ----------- | ----------- | ----------- | ----------- | ----- |
| Imranur Rahman | 100 m  | 10.73      | 6          | Não avançou | Não avançou | Não avançou | Não avançou | Não avançou | Não avançou | [ 5 ] |

### Natação
Masculino
| Atleta            | Evento      | Eliminatórias | Eliminatórias | Semifinal   | Semifinal   | Final       | Final       | Ref.  |
| Atleta            | Evento      | Tempo         | Pos.          | Tempo       | Pos.        | Tempo       | Pos.        | Ref.  |
| ----------------- | ----------- | ------------- | ------------- | ----------- | ----------- | ----------- | ----------- | ----- |
| Samiul Islam Rafi | 100 m livre | 53.10         | 69            | Não avançou | Não avançou | Não avançou | Não avançou | [ 6 ] |

Feminino
| Atleta       | Evento     | Eliminatórias | Eliminatórias | Semifinal   | Semifinal   | Final       | Final       | Ref.  |
| Atleta       | Evento     | Tempo         | Pos.          | Tempo       | Pos.        | Tempo       | Pos.        | Ref.  |
| ------------ | ---------- | ------------- | ------------- | ----------- | ----------- | ----------- | ----------- | ----- |
| Sonia Khatun | 50 m livre | 30.52         | 64            | Não avançou | Não avançou | Não avançou | Não avançou | [ 7 ] |

### Tiro
Masculino
| Atleta                | Evento              | Qualificação | Qualificação | Final       | Final       | Ref.  |
| Atleta                | Evento              | Marca        | Pos.         | Marca       | Pos.        | Ref.  |
| --------------------- | ------------------- | ------------ | ------------ | ----------- | ----------- | ----- |
| Muhammad Robiul Islam | Carabina de ar 10 m | 624.2        | 43           | Não avançou | Não avançou | [ 8 ] |

### Tiro com arco
Masculino
| Atleta      | Evento     | Ranqueamento | Ranqueamento | Fase de 64           | Fase de 32           | Oitavas              | Quartas              | Semifinal            | Final / DB           | Final / DB  | Ref.  |
| Atleta      | Evento     | Total        | Pos.         | Adversário Resultado | Adversário Resultado | Adversário Resultado | Adversário Resultado | Adversário Resultado | Adversário Resultado | Pos.        | Ref.  |
| ----------- | ---------- | ------------ | ------------ | -------------------- | -------------------- | -------------------- | -------------------- | -------------------- | -------------------- | ----------- | ----- |
| Sagor Islam | Individual | 652          | 45           | ITA M Nespoli D 0–6  | Não avançou          | Não avançou          | Não avançou          | Não avançou          | Não avançou          | Não avançou | [ 9 ] |